# 阿薩-扎格省
28°36′38″N 9°25′48″W / 28.610596°N 9.429874°W
阿薩-扎格省（阿拉伯语：‎），是摩洛哥的省份，位於該國中部，由蓋勒敏-農河大區負責管轄，首府設於阿薩，面積18,428平方公里，2014年人口44,124，人口密度每平方公里2人。